# Her Old Love
Her Old Love è un cortometraggio muto del 1912 diretto da Phillips Smalley.

## Trama
Prima di sposarsi, Irene era la ragazza di un giovane marinaio. Lui, dopo qualche tempo ritorna e, per caso, la vede passare per strada. Volendo farle una sorpresa, la segue fino a casa dove entra anche lui, prendendola poi tra le braccia. I due sono visti dalla suocera di Irene che pensa subito al peggio e se ne va per informare il figlio del comportamento della moglie. Irene, intanto, si è sciolta dall'abbraccio e chiede al marinaio di andarsene, perché lei, ormai, è una donna sposata. Il marito, a caccia del supposto amante della moglie, rientra a casa armato di una pistola. In una partita a rimpiattino, il marinaio riesce a scappare senza farsi vedere. Il marito, invece, si trova a mal partito e, non avendo trovato nessuno sconosciuto in casa, se la prende con la madre per aver accusato falsamente la sua fedele mogliettina.

## Produzione
Il film fu prodotto dalla Crystal Film Company.

## Distribuzione
Distribuito dalla Universal Film Manufacturing Company, il film - un cortometraggio di 150 metri - uscì nelle sale cinematografiche USA il 17 novembre 1912. Nelle proiezioni, veniva programmato con il sistema dello split reel, accorpato in un'unica bobina con un altro cortometraggio prodotto dalla Crystal, la comica  The Chorus Girl.